# Théo Letitre
 Théo Letitre, né le 17 décembre 1997 à Cagnes-sur-Mer (Alpes-Maritimes), est un skieur alpin français. 

## Biographie

### Débuts
Il est originaire d'Isola 2000 où ses parents Corinne et Renaud sont moniteurs de ski depuis les années 1980. À l'âge de 5 ans il prend sa première licence dans le club de la station. Il intègre le ski-étude de Saint-Etienne-de-Tinée, puis passe un an au lycée de montagne de Valdeblore, avant de rejoindre le pôle France d'Albertville. Mais à 16 ans, sa progression est alors ralentie par des problèmes de dos. Il intègre par la suite le team privé Orsatus.
En décembre 2017, il dispute sa 1re épreuve de Coupe d'Europe dans le slalom d' Oberregen.
En mars 2018, il devient Champion de France U21 (moins de 21 ans) de slalom à Châtel devant Léo Anguenot.

### Saison 2019-2020
Il intègre l'équipe de France Jeunes à partir de la saison 2019-2020.
En décembre 2019 il marque ses premiers points en Coupe d'Europe en prenant la 18e place du slalom de Val di Fassa. Le 5 janvier 2020 il obtient son premier top-10 en Coupe d'Europe en prenant la 10e place du slalom de Vaujany. Il confirme le lendemain en prenant la 8e place du second slalom de Coupe d'Europe de Vaujany. Ses très bons résultats en Coupe d'Europe lui permettent d'obtenir sa première sélection en Coupe du Monde pour le slalom d'Adelboden, où malgré un dossard très élevé, il termine la 1re manche à seulement 3 dixièmes de la qualification pour la 2de manche.
Sa saison prend fin début mars en raison de l’arrêt des compétitions de ski dû à la pandémie de maladie à coronavirus, sur une victoire dans le slalom su Ski Chrono Samse Tour à Lélex.

### Saison 2020-2021
Il accède à l'équipe de France B, en étant de plus intégré dans le groupe d'entraînement de slalom de l'équipe A, qui regroupe les 6 meilleurs skieurs français de la spécialité.
Le 18 décembre, il décroche sa 1re victoire en Coupe d'Europe en remportant le slalom de Val di Fassa devant Manfred Mölgg. Il termine la saison à la 8e place de la Coupe d'Europe de slalom.

### Saison 2021-2022
Il obtient ses meilleurs résultats en Coupe d'Europe de slalom à Obereggen en décembre où il se classe 5e, ainsi qu'à Vaujany en janvier où il termine au pied du podium en prenant la 4e place. Il se classe 14e de la Coupe d'Europe de slalom. Il est sélectionné pour disputer 7 slaloms de Coupe du monde mais il ne parvient pas à atteindre la seconde manche.

### Saison 2022-2023
En novembre il se fracture le pouce lors d'un stage en Suède. Un mois plus tard il revient en Coupe d'Europe avec une 16e place sur le slalom d'Obereggen. En février il se blesse le genou lors du slalom de Coupe du monde de Chamonix, ce qui met fin à sa saison (rupture du ligament croisé).

### Saison 2023-2024
De retour de blessure, il dispute des slaloms de coupe d'Europe, sans résultat. Fin mars 2024, invité par le vice-champion du monde AJ Ginnis, il remporte le championnat national de Grèce de slalom au Mont Parnasse. Début avril à Megève, il prend la 6e place des championnats de France de slalom.

### Saison 2024-2025
Ayant perdu sa place en équipe de France, il débute néanmoins la saison. Mais le 21 novembre il annonce mettre fin à sa carrière.

## Palmarès

### Coupe du Monde
20 slalom disputés (à fin mars 2023).

### Coupe d'Europe
7 Top-10 dont une victoire en slalom (le 18 décembre 2020 à Val di Fassa).

#### Classements
| Saison / Épreuve | Saison / Épreuve | Général | Général | Descente | Descente | Super G | Super G | Géant  | Géant  | Slalom | Slalom | Combiné | Combiné |
| ---------------- | ---------------- | ------- | ------- | -------- | -------- | ------- | ------- | ------ | ------ | ------ | ------ | ------- | ------- |
| Saison / Épreuve | Saison / Épreuve | Class.  | Points  | Class.   | Points   | Class.  | Points  | Class. | Points | Class. | Points | Class.  | Points  |
| 2020             | 2020             | 75e     | 115     | -        | -        | -       | -       | -      | -      | 18e    | 115    | -       | -       |
| 2021             | 2021             | 32e     | 213     | -        | -        | -       | -       | -      | -      | 8e     | 213    | -       | -       |
| 2022             | 2022             | 52e     | 140     | -        | -        | -       | -       | -      | -      | 14e    | 140    | -       | -       |
| 2023             | 2023             | 155e    | 25      | -        | -        | -       | -       | -      | -      | 56e    | 25     | -       | -       |

### Championnats de France

#### Elite
| Édition / Epreuve                  | Descente | Super-G | Slalom géant | Slalom  | Super combiné |
| ---------------------------------- | -------- | ------- | ------------ | ------- | ------------- |
| Championnats 2014 Les Arcs         | -        | -       | -            | 43e     | -             |
| Championnats 2016 Les Menuires     | -        | -       | -            | Abandon | -             |
| Championnats 2017 Lélex            | -        | -       | -            | Abandon | -             |
| Championnats 2018 Châtel           | -        | -       | -            | 8e      | -             |
| Championnats 2019 Isola 2000/Auron | -        | -       | 18e          | 8e      | -             |
| Championnats 2020 Val Thorens      | annulée  | annulé  | annulé       | annulé  | annulé        |
| Championnats 2022 Isola 2000/Auron | -        | -       | Abandon      | Abandon | -             |
| Championnats 2024 Megève           | -        | -       | -            | 6e      | -             |

#### Juniors U21 (moins de 21 ans)
2018 à Châtel: 
- Champion de France de slalom